# Popina

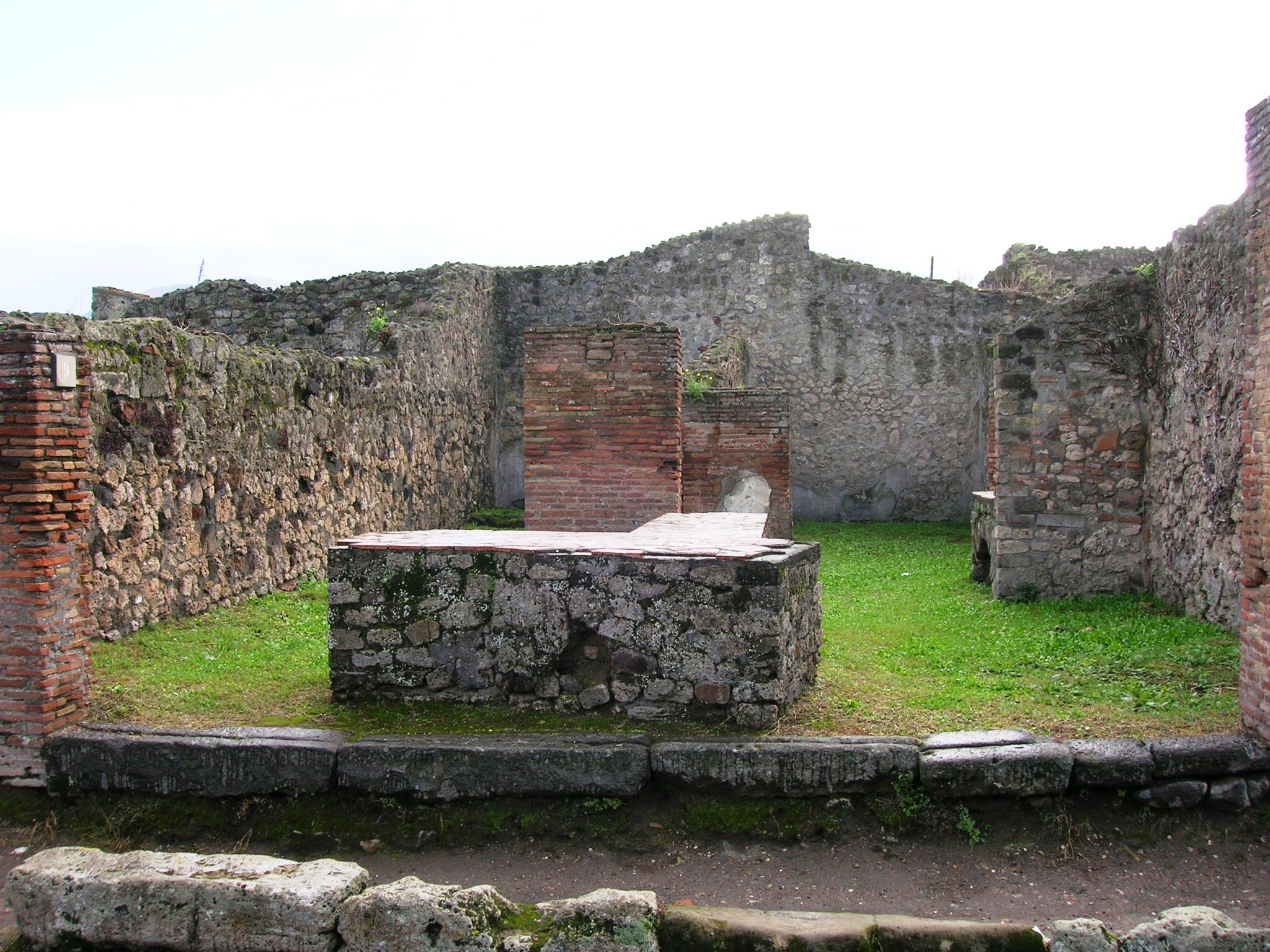
Rovine di una popina a Pompei

La popina (plur. popinae) era l'osteria dell'antica Roma.

## Origine del termine
La parola latina popina deriva dall'osco e ne sarebbe un calco linguistico nella sua forma coquina, parola che in latino significa «cucina». Il termine acquisì in seguito tre diverse accezioni. Nella prima designava una «struttura per la cottura degli alimenti, all'occorrenza trasportabile»; passò poi a significare «festino immorale», e infine anche «locale di ristorazione di pessima fama».

## Descrizione
Nelle popine si potevano trovare, oltre a varie tipologie di vini, anche cibi semplici come olive, pane e stufati. Era un locale frequentato dai plebei di livello più basso (schiavi, liberti e stranieri) che si trovavano per socializzare. Nella letteratura romana questi frequentatori venivano spesso associati all'ubriachezza e a comportamenti illegali o immorali. Delle popine venivano inoltre descritti gli odori disgustosi provenienti dalla cucina.